# Smoky (chien)
Pour les articles homonymes, voir Smoky.
Smoky, né vers 1943 et mort le 21 février 1957, est un Yorkshire Terrier femelle et célèbre chien de guerre qui a servi dans la Seconde Guerre mondiale.
Petit avec 18 cm de hauteur et léger avec 1,8 kg, Smoky est considéré comme le premier chien de thérapie connu. Il est également connu pour avoir donné un regain d'intérêt à sa race.
Trouvé en février 1944 dans des tranchées en Nouvelle-Guinée, le chien est vendu deux livres australiennes au soldat Bill Wynne (en). Il accompagne son maître et son bataillon dans la guerre du Pacifique et devient un chien de guerre bien qu'il n'y ait aucune officialisation de son statut. Finalement, Smoky est crédité de douze missions de combat et se voit accorder huit battle stars. Après guerre en décembre 1945, il fait l'objet d'un article dans le Cleveland Press qui lui donne une renommée nationale.